# Den svenska dansbandshistorien
Den svenska dansbandshistorien är en dokumentärserie i sex delar som sänds av Sveriges Television under perioden 14 oktober 2020 - 18 november 2020. Dokumentären ger en överblick av dansbandens historia i Sverige från 60-talet fram till år 2020. Medverkar gör ett stort antal dansband och andra personligheter inom dansbandsvärlden, däribland Bert Karlsson, Thorleifs, Kikki Danielsson, Lasse Stefanz, med flera.
Serien innehåller även gamla klipp, ursprungligen i VCR-format, hämtade ur SVT:s arkiv.

## Avsnitt
Dokumentären är uppdelad i 6 avsnitt. Kronologin är följande:
- Avsnitt 1: 70-tal, succé, fantasikostymer och bokstaven Z[2]
- Avsnitt 2: Kritik, musikaliska krockar och dansbandskris[2]
- Avsnitt 3: 80-tal, vägen tillbaka och ny succé[2]
- Avsnitt 4: Dansbandsdrottningar och de sista ljuva åren[2]
- Avsnitt 5: 90-tal, fräschmoget och töntigt[2]
- Avsnitt 6: Från dansbandskamp och succé till corona och ännu en kris[2]